# Marijan Beneš
Pour les articles homonymes, voir Benes.
Marijan Beneš (en serbe cyrillique : Маријан Бенеш), né le 11 juin 1951 à Belgrade et mort le 4 septembre 2018 à Banja Luka, est un boxeur yougoslave, toujours considéré comme l'un des meilleurs de l'histoire de la Yougoslavie. Après une brillante carrière amateur, culminant avec la médaille d'or au championnat d'Europe de boxe amateur à Belgrade, il devient professionnel en 1977, et remporte le titre de champion des super-légers de l'European Boxing Union en 1979. Beneš raccroche les gants en 1983, après une grave blessure à un œil.

## Biographie
Marijan nait à Belgrade de parents tchèques, Josip et Marija. Sous l'influence de son père, un professeur de musique, Marijan apprend le piano et le violon. Il passe son enfance à Tuzla. Sa vie bascule quand il monte sur le ring à 10 ans pour battre un boxeur de 18 ans son ainé. À 16 ans, il signe pour le club de boxe Slavija de Banja Luka.

### Carrière
Au cours de sa carrière amateur, Beneš remporte 9 titres de champion de Bosnie, 4 titres de champion de Yougoslavie, et un certain nombre d'autres compétitions. En 1973, il remporte le titre européen en super-légers à Belgrade. Il participe aux Jeux olympiques de Montréal en 1976 mais il est éliminé dès le deuxième tour.
Il devient professionnel en 1977. Le 17 mars 1979, à Banja Luka, il remporte le titre de champion d'Europe EBU des super-welters en mettant KO le boxeur français Gilbert Cohen dans le quatrième round. Il défend son titre avec succès à quatre reprises mais cède sa ceinture à Louis Acariès en 1981.
Une blessure à un œil met un terme à sa carrière professionnelle. Au cours de celle-ci, il a subi de nombreuses blessures : 26 fractures osseuses et des lésions aux cordes vocales.

### Reconversion
En 1995, pendant la guerre de Bosnie, Beneš, d'ascendance tchèque et croate, est contraint de quitter Banja Luka à la suite de menaces ; son jeune frère Ivica y décèdera. Il vend ses biens, et pendant la guerre se réfugie à Medulin et Zagreb, en Croatie. Il divorce de sa femme, Stana, qui s'installe à Niš avec leurs filles Zanet et Marijana. 
Il revient vivre modestement à Banja Luka en 1996, après la fin de la guerre. 
En 2004, un film documentaire sur sa vie et intitulé jedan jednom Bio Šampion est produit par la télévision indépendante de Banja Luka. 
Beneš vit à Banja Luka où il publie un livre de poèmes Druga strana medalje consacré aux sports.